# Slot Monbijou

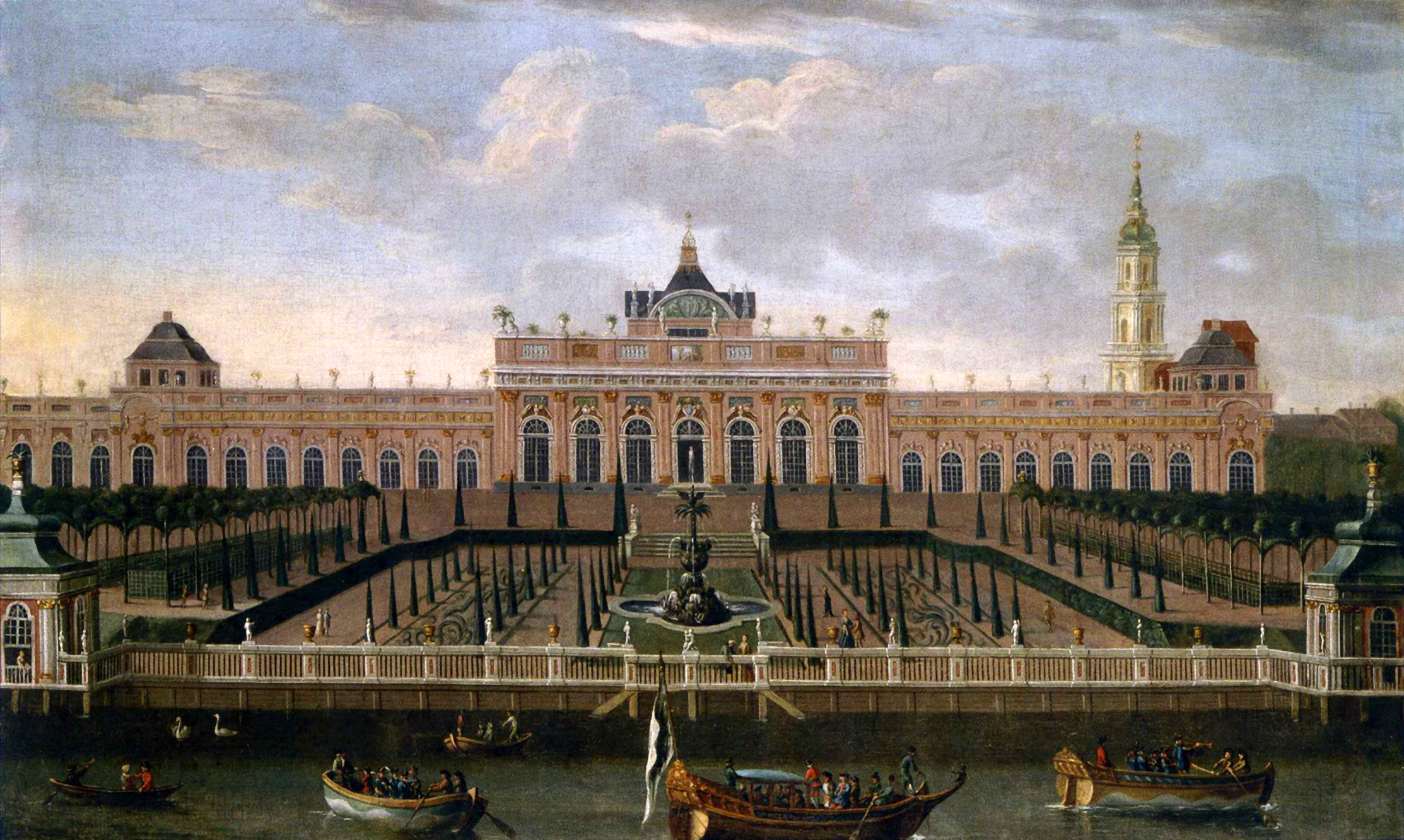
Slot Monbijou, zuidzijde en de Spree rond 1739

Het Slot Monbijou (Schloss Monbijou) was een paleis in Berlijn (Duitsland) aan de noordelijke oever van de Spree. Het lag tegenover het huidige Bode-Museum, in het zicht van het Berliner Stadtschloss. Slot Monbijou werd in de Tweede Wereldoorlog sterk beschadigd en in 1959 volledig afgebroken.

## Het begin van het paleis
Op de plek van het slot bevond zich nog voor de bouw van de Berlijnse stadsmuur een keurvorstelijk bouwwerk. Na de Dertigjarige Oorlog was het gebied verwoest.
In 1649 beval keurvorst Frederik Willem I van Brandenburg dat het gebied wederom gecultiveerd moest worden en schonk het aan zijn eerste vrouw Louise Henriette van Oranje-Nassau. Zij liet een landbouw- en zuivelcomplex naar Hollands voorbeeld inrichten. Hier groeiden als sierplanten en curiosa de eerste aardappelen in de Mark Brandenburg. Na Henriettes dood in 1667 ging het gebied over in handen van de tweede vrouw van de keurvorst, Dorothea Sophie van Brandenburg. Frederik I werd na de dood van zijn vader in 1688 keurvorst en in 1701 koning in Pruisen. Hij besloot het gebied te laten vergroten. Graaf van Wartenberg, zijn minister, trad op als architect voor een "Lusthof"; een klein slot van slechts 400 m², dat onder toezicht van hofbouwmeester Johann Friedrich Eosander von Göthe tussen 1703 en 1706 in Rococostijl werd gebouwd. Frederik I liet het na aan de Gravin van Wartenberg, zijn maîtresse. Haar man viel echter in 1710 bij de kroonprins in ongenade en werd ontslagen.

## Residentie van koningen

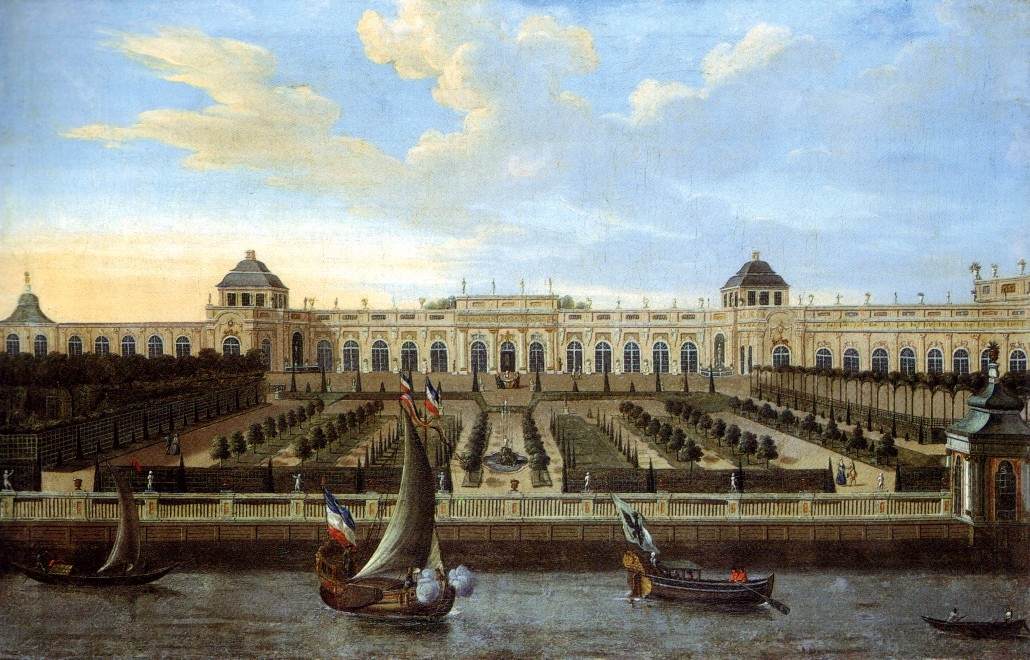
Slot Monbijou, zuidzijde met uitbreidingen naar het westen, rond 1735

Vanaf 1712 diende het kleine slot als zomerresidentie van Sophie Dorothea von Hannover, sinds 1706 getrouwd met Frederik Willem I, de zoon en opvolger van Frederik I. Zij en haar schoonvader worden vaak geciteerd als bedenkers van de naam Monbijou, naar het Franse mon bijou (mijn sieraad).
In 1717 logeerde tijdens een buitenlandse reis tsaar Peter de Grote met zijn hofhouding twee dagen in het slot. Volgens berichten uit die tijd verlieten de tsaar en zijn aanhang het paleis "volledig geruïneerd" achter.
Dorotheas zoon, Frederik II, liet gelijk na zijn aantreden in de regering het slot moderniseren en uitbreiden. Zijn architect Georg Wenzeslaus von Knobelsdorff, tevens opperbouwmeester van alle koninklijke bouwwerken en architect van Sanssouci, liet tot aan de Spree nieuwe aanbouwen en bijgebouwen oprichten, waardoor het nieuwe paleis vele malen groter was dan het oude bouwwerk. In 1742 werd het paleis opgeleverd. Dorothea verbeleef vanaf dat moment elk jaar 's zomers in het paleis.
Na de dood van koningin Sophie Dorothea in 1757 bleef het kasteel lange tijd onbewoond. Vanaf 1786 was het de residentie van koningin Frederika van Hessen-Darmstadt, die in 1805 in Monbijou stierf. Vanaf dat moment heeft het slot niet meer als woonplaats voor leden van de koninklijke familie gediend.

## Het Hohenzollernmuseum

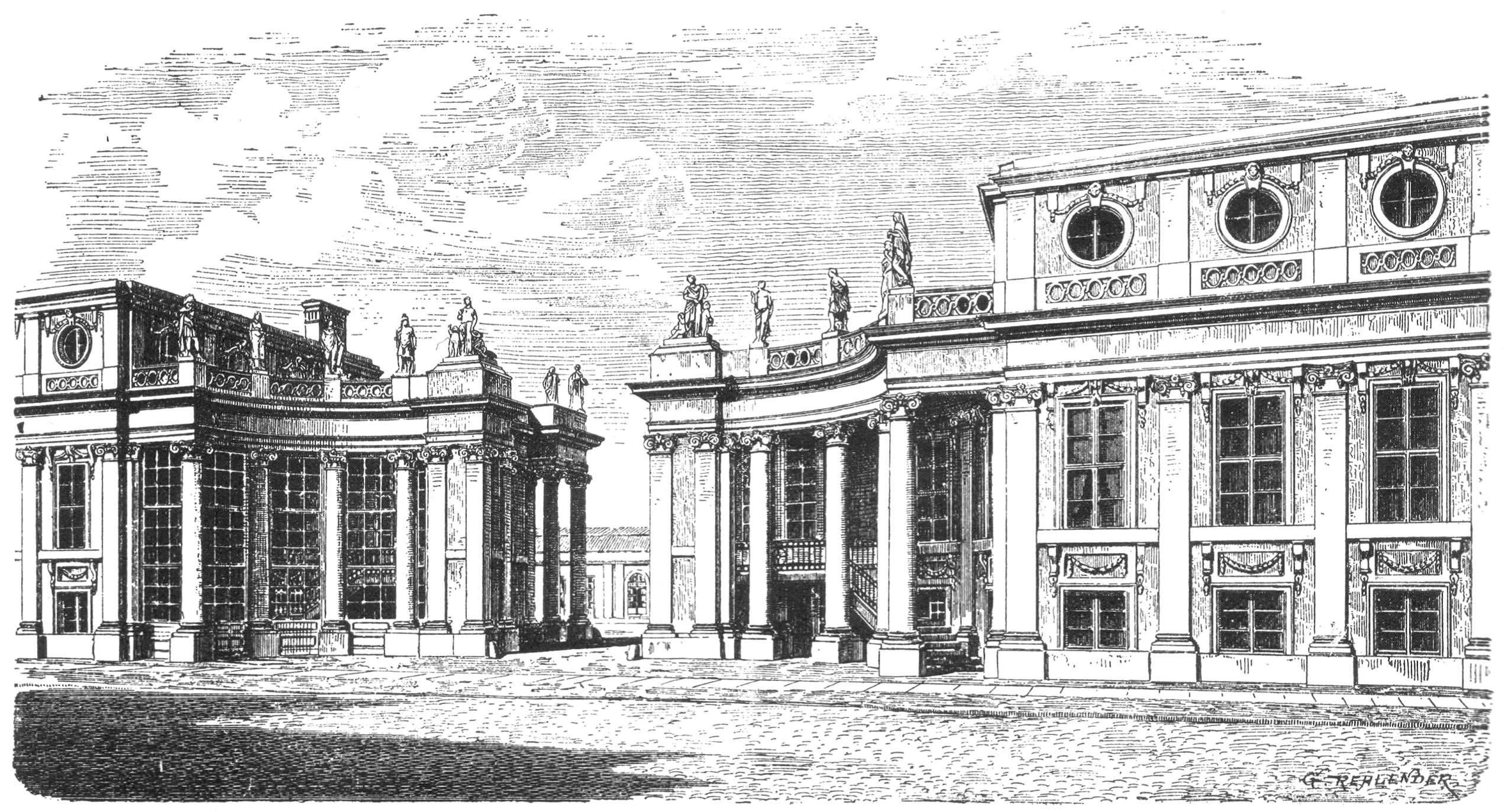
De voorgebouwen van het slot rond 1890

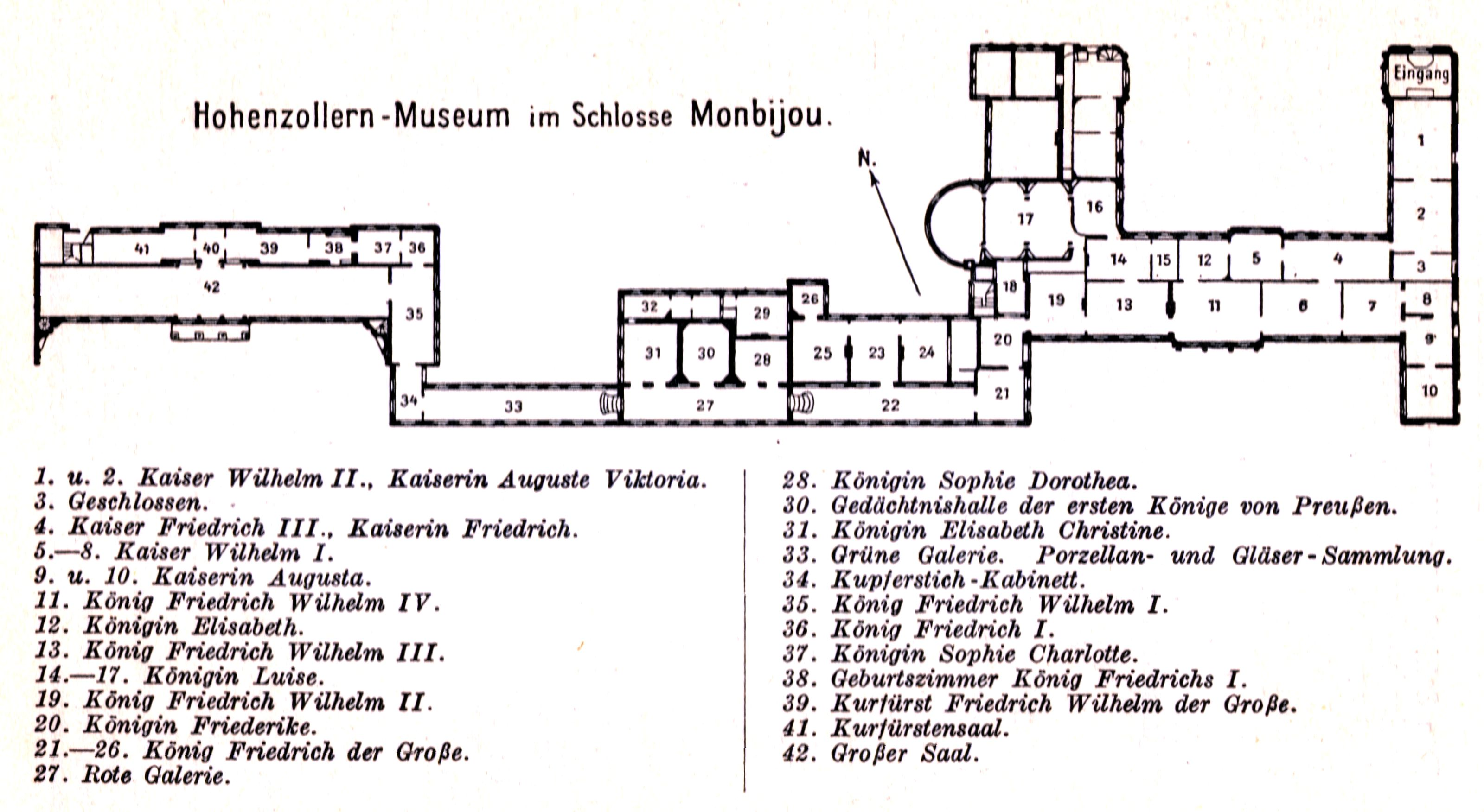
Plattegrond van het museum uit 1904

Rond 1820 werden de zogenaamde "Germaans-Slavische oudheden" uit de koninklijke kunstkamers gesorteerd en in het „Museum für Vaterländische Alterthümer“ (Museum voor vaderlandse oudheden) in Monbijou ondergebracht. Nadat de verzamelingen van de nieuwe categorieën (schilderkunst, sieraden en porselein) uitgebreid waren, liet keizer Wilhelm I in 1877 het slot met zijn 47 zalen als Hohenzollernmuseum voor het publiek openen.
Het museum doorstond de afschaffing van de monarchie in Duitsland. De bezittingen bleven in het bezit van het koningshuis; het beheer ging naar de staat, die het slot als museum liet voortbestaan. Pas met de Tweede Wereldoorlog kwam hieraan een einde. Grote delen van de collectie waren tijdens de oorlog opgeslagen en werden na de oorlog naar de Sovjet-Unie en andere plaatsen gebracht.
In 1940 en 1941 had Albert Speer, architect van dictator Adolf Hitler, nog voorgesteld het slot te verplaatsen, om tegenover het Museumsinsel plaats te maken voor drie megalomane museumgebouwen (een deel van de plannen voor Welthauptstadt Germania). Slot Monbijou zou volledig afgebroken worden en in het park van Slot Charlottenburg weer opgebouwd moeten worden. Door het verloop van de Tweede Wereldoorlog kwam van deze plannen niets terecht.

## Oorlogsschade en afbraak
Alle vensters van het slot had men al in 1940 dichtgemetseld, maar bij een bombardement in 1943 brandden de gebouwen alsnog uit en werden later verder verwoest. De ruïnes stonden nog tot 1959. Toen kondigden de Oost-Berlijnse magistraten de sloop aan. Dit ging gepaard met heftige protesten van museumkenners en delen van de West-Berlijnse bevolking en politiek. Na de afbraak ontstond op een deel van de locatie van het voormalige slot een ongeveer 3 hectare groot park met kinderzwembad (het huidige Monbijoupark).